# Praagse Lente (festival)

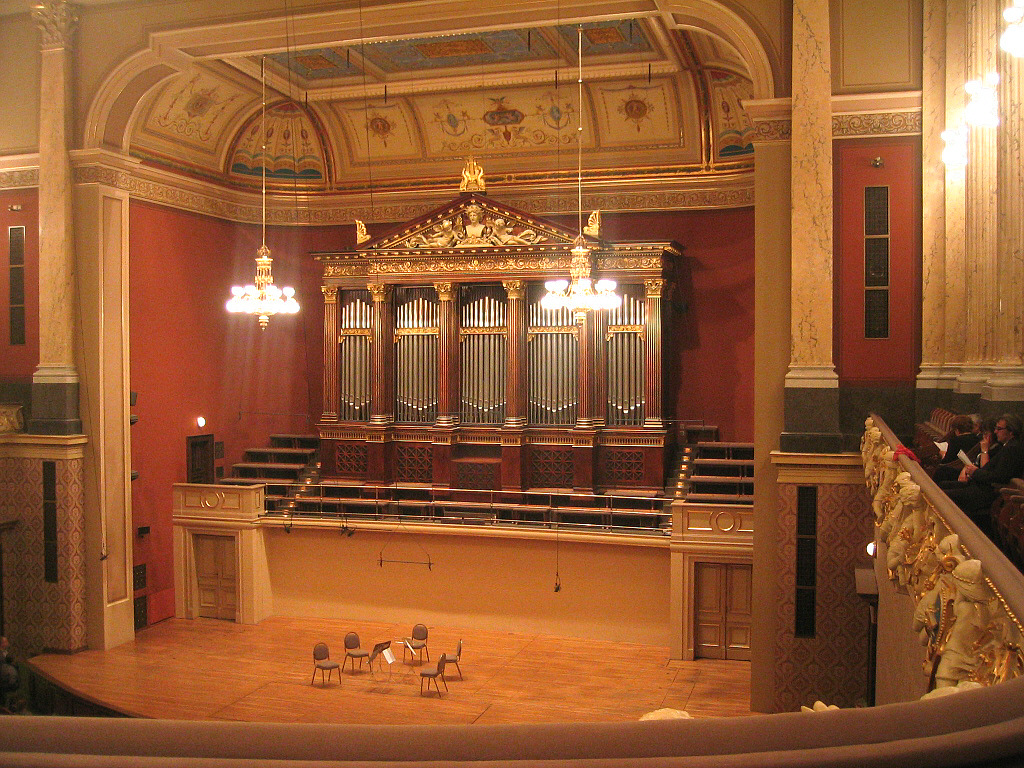
Interieur van het Rudolfinum

Het festival Praagse Lente is een jaarlijks gehouden festival voor klassieke muziek in Praag. Het festival, dat sinds 1946 wordt georganiseerd, begint jaarlijks op 12 mei, de sterfdatum van componist Bedřich Smetana. Traditioneel begint de Praagse Lente met de symfonische gedichtenserie Má Vlast van Smetana, en eindigt het met de Negende Symfonie van Beethoven. Het belangrijkste podium van het festival is het Rudolfinum.
In 1968 is de naam Praagse Lente ook gegeven aan een periode in de Tsjechoslowaakse geschiedenis.